# Alfred Nemeczek
Alfred Nemeczek (* 27. September 1933 in Kassel; † 10. April 2016 in Hamburg) war ein deutscher Autor, Kunsthistoriker und Kunstjournalist.

## Leben

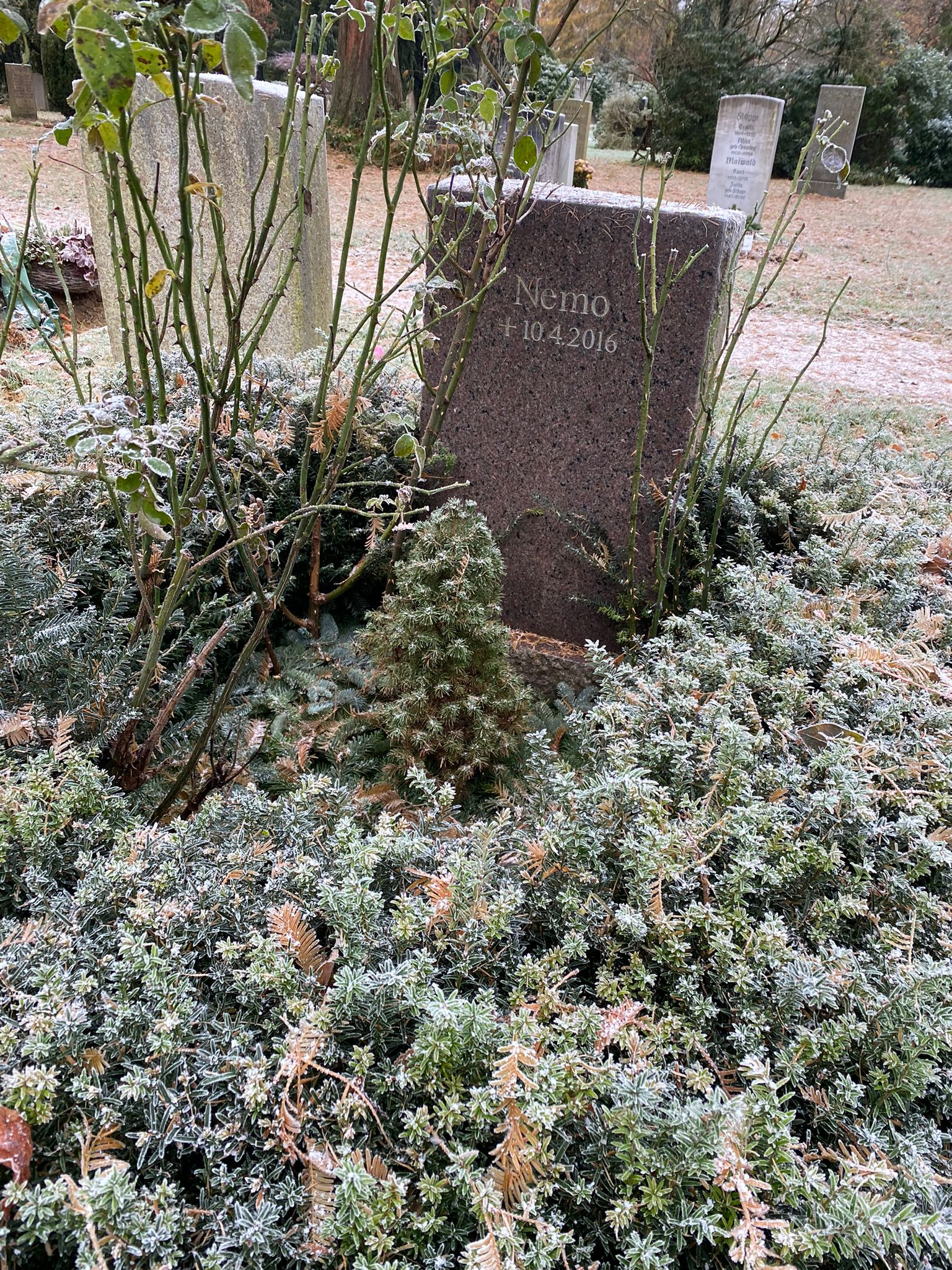
Grabstätte auf dem Friedhof Ohlsdorf

Nemeczek studierte Kunstgeschichte und Germanistik in Marburg. Er besuchte die erste documenta 1955. Von 1957 bis 1967 war er erst Volontär, dann Feuilletonredakteur bei den Hessischen Nachrichten (ab 1959 Hessische Allgemeine) in Kassel. Er galt als Freund und Vertrauter des documenta-Gründers Arnold Bode. 1964 wurde er Pressesprecher und Katalogredakteur der documenta III. 1967 heiratete er die Künstlerin Mechthild Frisch, die bis 1986 unter dem Namen Nemeczek arbeitete.
Nemeczek zog 1967 nach Hamburg, wo er bis 1973 als Kulturredakteur bei der Zeitschrift Der Spiegel und von 1973 bis 1979 in gleicher Position beim Stern tätig war. Von 1979 bis 1998 war er stellvertretender Chefredakteur und Kolumnist des Kunstmagazins art. Seit 1991 war Nemeczek Kuratoriumsmitglied der Arnold-Bode-Stiftung.
Nemeczek lebte als freier Journalist in Hamburg und gab Seminare zum Thema Kunstkritik im Medienbüro Hamburg. Er starb im April 2016 im Alter von 82 Jahren überraschend in Hamburg. Seine letzte Ruhestätte erhielt auf dem dortigen Friedhof Ohlsdorf. Sie liegt nordwestlich von Kapelle 4 im Planquadrat H 8.  

## Schriften
- Vincent van Gogh – Das Drama in Arles. Prestel, 1995, ISBN 3-7913-1479-3.
- Das Bild der Kunst – eine Bilanz zum Ende des 20. Jahrhunderts. DuMont, 1999, ISBN 3-7701-5079-1.
- documenta. Europäische Verlagsanstalt, 2007, ISBN 3-434-46111-6.